# Rudy Gobert
Rudy Gobert-Bourgarel (født 26. juni 1992) er en fransk professionel basketballspiller, som spiller for NBA-holdet Minnesota Timberwolves. Gobert spiller som center og anses som en af de bedste forsvarsspillere i NBA's historie. Han har vundet Defensive Player of the Year-prisen fire gange i løbet af sin karriere, hvilke er delt flest i ligaens historie.

## Klubkarriere

### Cholet Basketball
Gobert begyndte sin karriere i hjemlandet hos Cholet Basketball. Gobert begyndte at spille på førsteholdet i løbet af 2010-11 sæsonen, og spillede hos Cholet frem til 2013.

### Utah Jazz
Gobert meldte sig til NBA draften i 2013. Før draften, blev Goberts armlængde, fra fingerspids til fingerspids med udstrakte arme, målt til at være 236 cm, hvilke på tidspunktet, var det længste i NBA draftens historie. Han blev valgt af Denver Nuggets med det 27. valg, men han blev traded til Utah Jazz i løbet af aftenen.
Efter at ikke have spillet meget i sin debutsæson, fik Gobert sit gennembrud i sin anden sæson, hvor han sluttede som tredjepladsen i Most Improved Player prisen. Han fortsatte sin udvikling over de to næste sæsoner, og i 2017-18 sæsonen vandt Gobert Defensive Player of the Year-prisen for første gang i sin karriere, som den første Jazz-spiller siden Mark Eaton i 1989. Han vandt i 2018-19 sæsonen Defensive Player of the Year for anden gang i streg, som kun den tiende spillere til at vinde prisen to gange.
2019-20 sæsonen blev dog ikke husket for Goberts spil, men i stedet for en episode, hvor at kort før at ligaen blev suspenderet på grund af Coronaviruspandemien, blev Gobert spurgt om pandemien til en pressekonference. For at lave sjov, og for at vise han ikke var bange for sygdommen, så rørte Gobert ved samtlige mikrofonerne til pressekonferencen. Det viste sig dog bare 2 dage efter, at Gobert som den første NBA-spiller, blev testet positiv for COVID-19. Gobert undskyldte senere for episoden. Sæsonen havde dog et lyspunkt for Gobert, da han for første gang kom på All-Star holdet. Det lykkedes dog ikke Gobert at vinde Defensive Player of the Year for tredje gang i streg, da han sluttede på tredjepladsen, og prisen gik til Giannis Antetokounmpo.
I december 2020 skrev Gobert en ny kontrakt med Jazz, som på tidspunktet var den tredjestørste kontrakt i NBAs historie, og den største for en center nogensinde. Gobert kom igen på All-Star holdet for 2020-21 sæsonen, og efter sæsonen, vandt Gobert sin tredje Defensive Player of the Year, som gjorde at han var den kun fjerde spiller nogensinde til at have vundet prisen tre eller flere gange.

### Minnesota Timberwolves
Gobert blev i juli 2022 traded til Minnesota Timberwolves i en aftale, som sendte flere spillere og draft picks den anden vej. Efter en skuffende debutsæson, så genfandt Gobert sin form i 2023-24 sæsonen, hvor han ledte Minnesota til at have ligaens bedste forsvar. Dette resulterede i, at han blev kåret som ligaens Defensive Player of the Year for den fjerde gang i sin karriere, og han blev hermed den delte rekordvinder i ligaens historie sammen med Ben Wallace og Dikembe Mutombo.

## Landsholdskarriere
Gobert debuterede for Frankrigs basketballlandshold i 2012, og har været del af deres trupper til flere turneringer, herunder Sommer-OL 2020, hvor at de vandt sølv.